# Ponědražský rybník
Ponědražský rybník je jedním z největších a nejúrodnějších[zdroj⁠?!] rybníků Třeboňska. Leží na Zlaté stoce. Na jeho břehu se nachází vesnice Ponědraž.

## Historie
První zmínka je z roku 1439. Tehdy patřil Švamberkům. V letech 1511–1512 rybník upravoval Štěpánek Netolický. Za Jakuba Krčína přešel do rožmberského majetku. Rybník patřil vždy mezi úrodné, jak o tom svědčí zápis z roku 1875. Tehdy se vylovilo přes 4000 centů kaprů, 100 centů candátů a 80 centů štik. Část úlovku šla do Hamburku.

## Vodní režim
Rybník je průtočný. Je napájen z Ponědrážského potoka a Zlaté stoky. Dále do rybníka přitéká pět malých potůčků na jižním břehu.
Výpust leží 2 km východně od Ponědraže. Tvoří ji 2 dřevěné trouby o rozměrech 40 a 60 cm hrazené dřevěnými lopatami. Poblíž je také bašta.